# Anelli runici anglosassoni

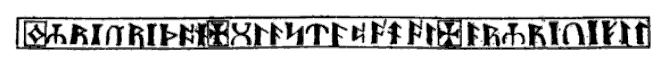
Disegno della scritta sull'anello di Bramham Moor, pubblicata nell'Eboracum di Francis Drake

Sono stati ritrovati sette anelli del periodo anglosassone (IX o X secolo) che riportano iscrizioni in alfabeto runico.
I più famosi sono l'anello di Bramham Moor, trovato nel XVIII secolo, e quello di Kingmoor, trovato nel 1817, su cui si trova scritta una formula magica quasi identica, leggibile come 
ærkriufltkriuriþonglæstæpontol
Un terzo anello, trovato prima del 1824 (forse identico ad uno trovato nel 1773 presso il castello di Linstock a Carlisle), contiene una formula simile, ery.ri.uf.dol.yri.þol.wles.te.pote.nol.
I restanti quattro contengono formule più brevi.
- Wheatley Hill, Durham, trovato nel 1993, oggi esposto presso il British Museum. Della fine dell'VIII secolo con la scritta [h]ring ic hatt[æ].
- Coquet Island, Northumberland, trovato prima del 1866, oggi perduto. Iscrizione: + þis is -  "questo è…".
- Cramond, Edimburgo, trovato nel 1869-70, oggi presso il National Museum of Scotland. IX-X secolo. Iscrizione: [.]ewor[.]el[.]u.
- Thames Exchange, Londra, trovato nel 1989, oggi nel Museum of London. Iscrizione: [.]fuþni ine.

## Anello di Bramham Moor
L'anello di Bramham Moor, datato al IX secolo, fu rinvenuto a Bramham cum Oglethorpe, nel West Yorkshire, prima del 1736 (oggi si trova nel Danish National Museum, no. 8545). È fatto di elettro (oro con niello), ed ha un diametro di circa 29 mm.
L'iscrizione recita
᛭ᚨᚱᛦᚱᛁᚢᚠᛚᛏ᛭ᛦᚱᛁᚢᚱᛁᚦᚩᚾ᛭ᚷᛚᚨᛋᛏᚨᛈᚩᚾ͡ᛏᚨᚿ
ærkriuflt | kriuriþon | glæstæpon͡tol
Dove k è la runa calc Fuþorc della stessa forma del Fuþark recente Yr. La n͡t è scritta come una runa legata.

## Anello di Kingmoor
L'anello di Kingmoor (o anello di Greymoor Hill) è databile al IX o X secolo. È in oro, con un diametro di circa 27 mm.
Fu scoperto nel giugno 1817 a Greymoor Hill, Kingmoor, nei pressi di Carlisle (54°55′00″N 2°58′30″W).
Dal 1859 l'anello appartiene al British Museum (codice catalogo no. 184), il quale l'ha ricevuto dall'Earl of Aberdeen. Una copia è esposta presso la Tullie House Museum and Art Gallery di Carlisle.
L'iscrizione recita
᛭ᚨᚱᛦᚱᛁᚢᚠᛚᛏᛦᚱᛁᚢᚱᛁᚦᚩᚾᚷᛚᚨᚴᛏᚨᛈᚩᚾ / ᛏᚨᚿ
ærkriufltkriuriþonglæstæpon/tol
La parte finale ᛏᚨᚿ (tol) è scritta all'interno dell'anello. In tutto si tratta di 30 rune.
Dove k è la runa calc Fuþorc della stessa forma del Fuþark recente Yr, e la s è simile alla k, ᚴ, del Fuþark recente.

## Anello del castello di Linstock
Si tratta di un anello fatto di agata, forse risalente al IX secolo, rinvenuto prima del 1824. Oggi si trova presso il British Museum, catalogato col codice no. 186.
L'iscrizione recita
ery.ri.uf.dol.yri.þol.?les.te.pote.nol.
Page (1999) la considera una versione scorretta dell'iscrizione presente anche sugli anelli di Kingmoor e Bramham Moor.
Non è stato registrato il luogo in cui avvenne il ritrovamento, ma Page (1999) ipotizza che sia lo stesso del ritrovamento dell'anello del castello di Linstock nel 1773.
Una nota è stata rinvenuta tra gli archivi di Thorkelin, che raccontava i propri viaggi in Inghilterra tra il 1785 ed il 1791.
Questa nota riporta una oscura scritta, "ERY.RI.VF.MOL / YRI.VRI.NOL / GLES.TE.SOTE.THOL", identificata come "trovato nel 1773 presso il castello di Lynstock vicino a Carlisle, e non lontano dal Muro dei Pitti del Cumberland".
Page cita una nota presa da un catalogo di vendita del 1778 che elenca "un antico anello runico, trovato vicino al Muro dei Pitti, 1773".

## Interpretazione diærkriu
La sequenza ærkriu trovata sugli anelli di Kingmoor e Bramham Moor Rings viene interpretata come preghiera per chiedere di fermare un'emorragia, basandosi sul paragone con una preghiera che conteneva la scritta ærcrio trovata nel Bald's Leechbook (i.vii, fol. 20v). Per questo motivo l'intera iscrizione sembra una protezione a cui l'anello fungeva da amuleto.
Il carme del Leechbook è stato trovato anche in Bodley MS:
| Leechbook i.vii | Bodley MS |
| æȝryn. thon. struth. fola arȝrenn. tart. struth. on. tria enn. piath. hathu. morfana. on hæl +ara. carn. leou. ȝroth. weorn .lll. ffil. crondi. ƿ. \|X\|. mro cron. ærcrio. ermio. aeR. leNO. | ær grim struht fola. ær grenn tart strut onntria enn piathu Morfona onnhel. ara carn leow gruth ueron .lll. fil cron diw .X. inro cron aer crio ær mio aær leno. |